# Miray
miray（1983年7月5日—）是日本的歌手和SDN48的前成員。avex management所屬。大阪府出身。

## 概略
3歲開始學習芭蕾舞，作為講師前學懂。從芭蕾開始訓練到歌曲的表演，經常在大阪的俱樂部的定期活動。

## 唱片

### 迷你專輯
- Summer for Life（2007年2月6日） ※「miray × HOTTIE CAT」名義
- Jump Pump（2009年7月29日） ※rhythm zone成為主流首次登台
- Foreplay（2009年11月25日）

### 單曲
- Dub Summer Pop（2009年5月13日） ※和Dub Master X共同制作
- miray（2010年8月4日）

### 配信
- Summer Time!（2008年8月20日）
- アスタラビスタ（2008年9月10日）
- Caramel（2008年10月8日）

### 参加作品
- クレンチ&ブリスタ『One Life One Love』（2009年10月7日）
  - m-3「純 LOVE feat. miray」
- クレンチ&ブリスタ『Peace to Lovers & Out Works』（2010年6月16日）
  - (DISC-1) m-1「二人のTrue Love Story peace to miray」
- SEAMO『5♥WOMEN』（2010年12月15日）
  - m-2「Hungry feat. miray」
- miCKun『D.N.A』（2011年1月12日）
  - m-2「Complete Love feat. miray」
- WISE『By your side feat. 西野カナ』（2011年3月16日）
  - m-2「Dance with me feat. miray」

## 外部連結
- 公式網站
- 公式部落格「miray将軍のチラ見せ」
- Miray的X（前Twitter）